# Internalisering (nationalekonomi)
Internalisering innebär i ekonomisk teori att externa effekter omvandlas till interna ekonomiska effekter.
Ett exempel på internalisering är förorenaren betalar-principen, där den som sprider föroreningar beläggs med skatter, avgifter, viten eller skadestånd. Ett verktyg för internalisering är pigouvianska skatter.